# HD 207840
HD 207840，又名BD+19 4797，SAO 107445、HR 8348，是一颗恒星，视星等为5.77，位于銀經75.25，銀緯-25.96，其B1900.0坐标为赤經21h 46m 52.4s，赤緯+19° -25.96′ 28″。